# 15045 Walesdymond
15045 Walesdymond eller 1998 XY21 är en asteroid i huvudbältet som upptäcktes den 10 december 1998 av Spacewatch vid Kitt Peak-observatoriet. Den är uppkallad efter den brittiske matematikern och astronomen William Wales.
Asteroiden har en diameter på ungefär 6 kilometer och den tillhör asteroidgruppen Astrid.